# نشانه بیماری

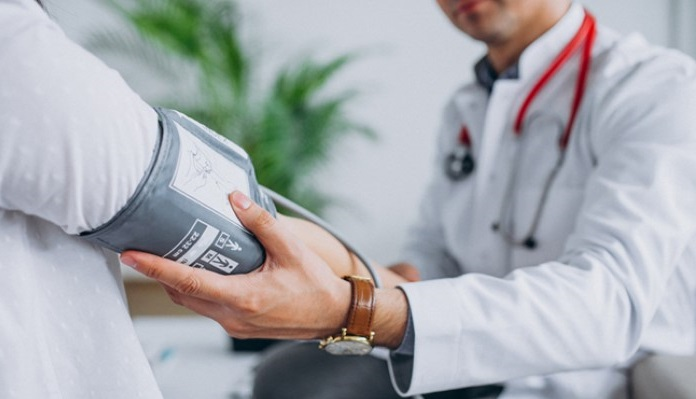
ویزیت بیمار- یکی از نشانه های بیماری اندازه گیری فشار خون می باشد.

نشانه بیماری (به انگلیسی: Medical Sign) در پزشکی، یک پدیدهٔ‌عینی و قابل اندازه‌گیری است و توسط پزشک یا تیم درمانی و پس از انجام معاینه و آزمایش‌های پزشکی بر روی بیمار مشخص می‌شوند مانند افزایش فشار خون یا تغییر نوار قلب یا کدورت ریه در رادیوگرافی.
نشانه‌های بیماری در تشخیص بیماری نقش بسیار مهمی دارند. نشانه‌های بیماری ممکن است از طرف بیمار قابل درک نباشند اما برای پزشک معالج دارای معنی و مفهوم ویژه است. نشانه‌ها را نباید با مشخصهٔ‌بیماری اشتباه گرفت چراکه مشخصه بیماری نشانی حتمی و یقینی برای نوعی خاص از بیماری است ولی نشانه‌ها ممکن است مربوط به یک گروه از بیماری‌ها باشند.
علائم بیماری (به فرانسوی: Symptôme) تنها توسط فرد بیمار قابل گزارش و تعریف است ولی به آن دسته از نشانه‌های تخصصی که تنها توسط پزشک یا تیم درمانی تشخیص داده می‌شود علائم بیماری (SIGN) گفته می‌شود؛ مثلاً دل‌درد یک علامت و سمپتوم است که بیمار اظهار می‌دارد اما وجود مایع درون حفره شکمی، پزشک را به سمت تشخیص آسیت هدایت می‌کند. یا احساس تپش در قلب یک علامت بیماری است که تنها بیمار آن را حس می‌کند، اما تفسیر مشکلات ثبت شده بر نوار قلب توسط پزشک، حاوی نشانه‌های بیماری است.

## نشانه‌های سیستمیک بیماری‌ها
یشتر بیماریهای جدی که فرد را مبتلا می سازند در بیشتر اوقات علاوه بر علائم محلی ، تعدادی نشانه عمومی در بیمار تولید می‌کنند که اختصاص به نوع بیماری ندارد و توسط دستگاه ایمنی بدن تولید می‌شود. این نشانه‌ها معمولاً عبارتند از:
- تب
- کاهش وزن
- ضعف عمومی
- عقب ماندگی رشد (در کودکان)

## فهرست نشانه‌ها و علائم بیماری
بیماری پرکاری تیروئید